# Empoasca yanhuana
Empoasca yanhuana är en insektsart som beskrevs av Kuoh 1981. Empoasca yanhuana ingår i släktet Empoasca och familjen dvärgstritar. Inga underarter finns listade i Catalogue of Life.